# Iglesia de San Martín (Vilanoveta)
La iglesia de San Martín es la antigua iglesia parroquial del pueblo, ahora abandonado, del Mas de Vilanova, o Vilanoveta, del municipio de Conca de Dalt, en el Pallars Jussá, en la provincia de Lérida.
Está situada en el caserío disperso de Vilanoveta, al noroeste de Casa Toà.